# 伊萨克·布里苏埃拉
伊萨克·布里苏埃拉（西班牙語：Isaác Brizuela，1990年8月28日—），墨西哥男子足球运动员，司职前锋。他曾代表墨西哥参加2011年泛美运动会足球比赛，获得一枚金牌。他也曾参加2014年国际足联世界杯。